# San Giuseppe Calasanzio
San Giuseppe Calasanzio ou Igreja de São José Calasanz era uma igreja de Roma, Itália, localizada no rione Ludovisi, na via Sicilia, desconsagrada no século XX. Era dedicada a São José Calasanz.

## História
O terreno onde está o edifício da antiga igreja, de propriedade de Rodolfo Boncompagni, foi adquirido por três padres piaristas, que pretendiam construir um convento, um seminário e uma igreja no local. A igreja foi consagrada em 1892 e o nome do arquiteto era Parisi.
A empreitada rapidamente se mostrou fracassada e, em 1918, o complexo todo foi vendido para a Cruz Vermelha da Itália, que o transformou em seu quartel-general. Hoje, na fachada da igreja, em letras vermelhas, lê-se "Comitato centrale della Croce Rossa Italiana”. Não se sabe exatamente a data, mas a igreja foi desconsagrada e é utilizada hoje como sala de reuniões.
O interior tem apenas uma nave, coberta por uma abóbada de berço sustentada por quatro colunas.
Assim Mariano Armellini, em 1891, a descreveu: 
| “ | Este é o nome de uma nova igreja estão construindo os padres das Escolas Pias na via Sicilia nos novos bairros da villa Ludovisi. Há ao lado um grande seminário para os noviços e estudantes beneméritos da ordem | ” |
|   | — Armellini. |   |